# Уралов, Иван Григорьевич
Иван Григорьевич Ура́лов (10 октября 1948, Ленинград) — российский художник-монументалист, профессор Санкт-Петербургской академии художеств имени Ильи Репина,  профессор Санкт-Петербургского Государственного Университета (факультет искусств), член Санкт-Петербургского Союза художников, Заслуженный художник Российской Федерации, член Совета по вопросам градостроительной деятельности в Санкт-Петербурге при Правительстве Санкт-Петербурга. Государственный советник Санкт-Петербурга 1-го класса.

## Биография
Родился в 1948 году в Ленинграде. В 1963 — 1967 годах учился в Ленинградской средней художественной школе.  В 1967 году был принят на живописный факультет ЛИЖСА имени И. Е. Репина.
Окончил институт в 1973 году, мастерская профессора А. А. Мыльникова. Дипломная работа — эскизы росписи «Ополчение Академии художеств» для зала Библиотеки Академии художеств СССР. Присвоена квалификация художника-живописца, педагога. С 1974 по 1978 год проходил стажировку в творческой мастерской монументальной живописи Академии художеств СССР под руководством А. А. Мыльникова. С 1983 года преподаёт в ЛИЖСА имени И. Е. Репина.
С 1994 по 2004 год Иван Уралов работал главным художником города и заместителем председателя Комитета по градостроительству и архитектуре Администрации Санкт-Петербурга. В 2007 году открыто выступал против петербургских архитектурных проектов: башня ГАЗПРОМа, каток на Дворцовой площади, плавучий фонтан. Считал, что такие объекты входят в конфликт с памятниками архитектуры и уродуют Петербург. Это привело к противостоянию с губернатором города Валентиной Матвиенко.
В 2006–2007 годах был ведущим телепрограмм из цикла «Академия» на канале «Россия—Культура». Цикл посвящался истории Российской академии художеств.

## Творчество
В 1978 году Иван Уралов в содружестве с художниками Никитой Фоминым и Сергеем Репиным создал мозаичные панно «Блокада» и «Победа» в памятном зале Монумента героическим защитникам Ленинграда (скульптор – М. К. Аникушин, архитекторы – С. Б. Сперанский и Н. В. Каменский). В 1979 году творческой группе была присуждена Государственная премия РСФСР.

Группа «ФоРУС». С. Репин, И. Уралов, Н. Фомин, В. Сухов. 1989 год

В конце 1970-х годов художники Фомин, Репин, Уралов и Сухов  основали группу «ФоРУС», которая активно работала над оформлением интерьеров и экстерьеров общественных зданий города, создавая мозаики для концертного зала «Санкт-Петербург», здания Российской национальной библиотеки, для станций метро «Улица Дыбенко», «Озерки», «Достоевская», «Крестовский остров», «Спасская», исполнили живопись в интерьере кинотеатра «Подвиг». В 1999—2000 годах группа «ФоРУС» принимала участие в воссоздании Храма Христа Спасителя в Москве.
Станковые картины Ивана Уралова («Весть», «Путник», «Вечер»)  написаны в мягких колористических тонах и 
фактурах. Их истоки можно найти в искусстве Древней Руси, Византии и раннего итальянского Возрождения.

## Признание
- Государственная премия РСФСР в области архитектуры (1979) — за создание художественной экспозиции музея «Битва за Ленинград» в архитектуре комплекса памятника Победы в Ленинграде
- заслуженный художник РФ (2003)